# British Motor Corporation
De British Motor Corporation (BMC) Ltd was een Britse autobouwer, die in 1952 ontstond door het samengaan van Austin Motor Company en de Nuffield Organisation (eigenaar van autobouwer Morris Car Company, MG, Riley en Wolseley). In 1966 ging BMC op in British Leyland Motor Corporation.

## Organisatie

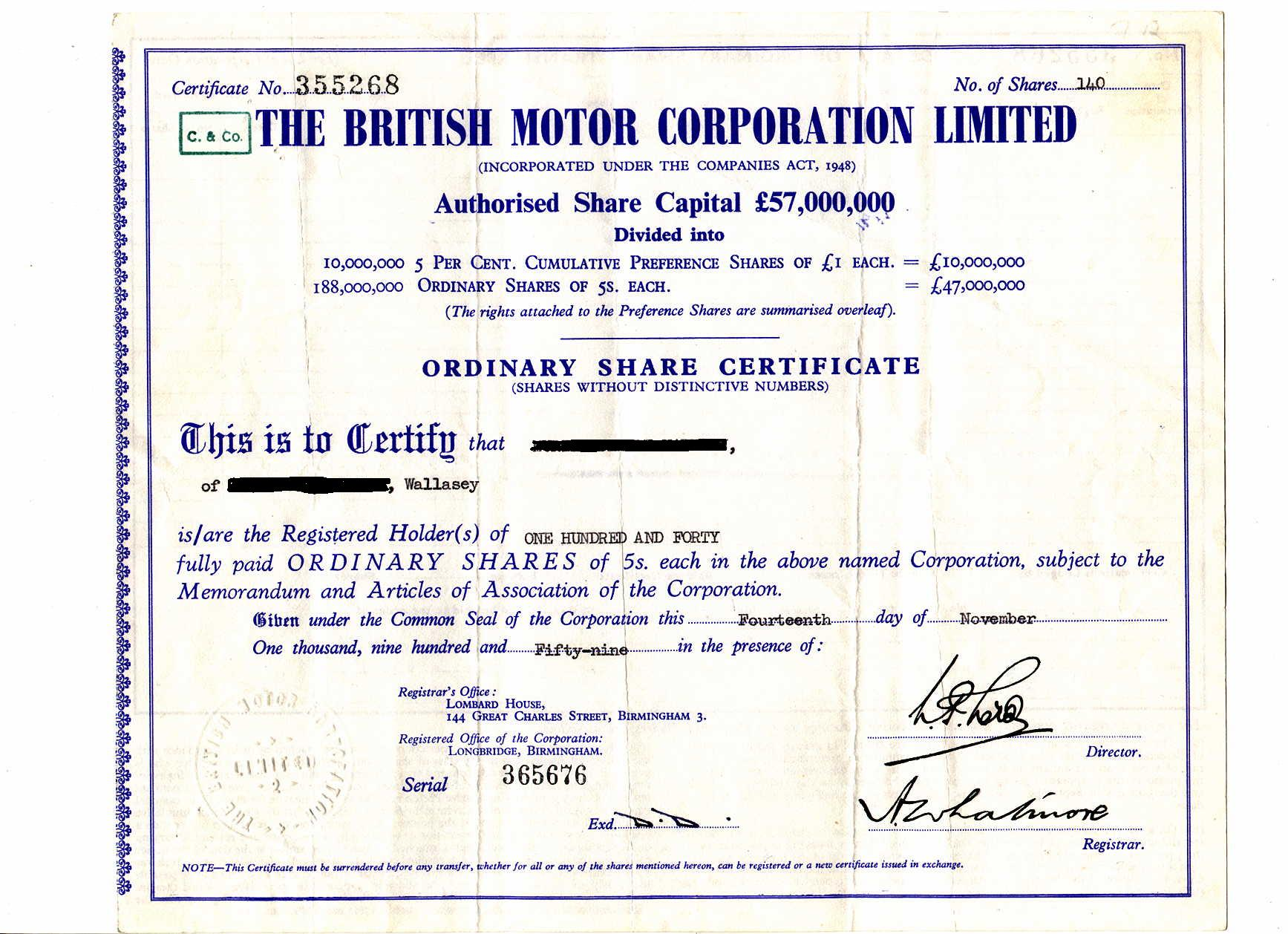
Een BMC-aandeel

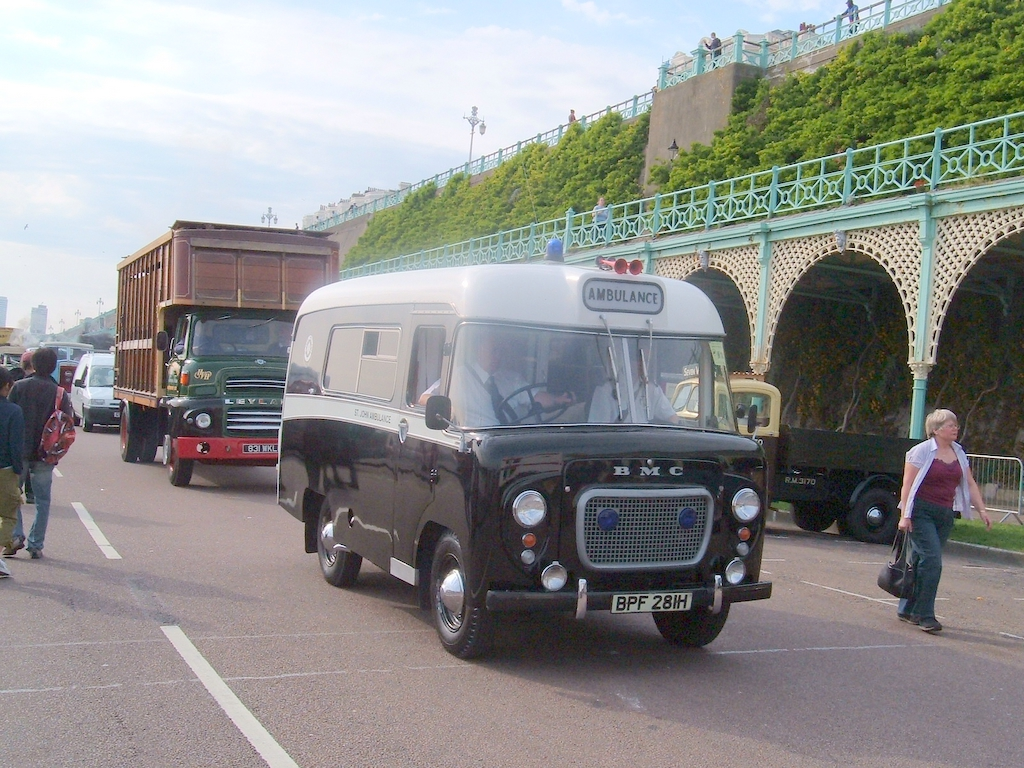
Een BMC-ambulance

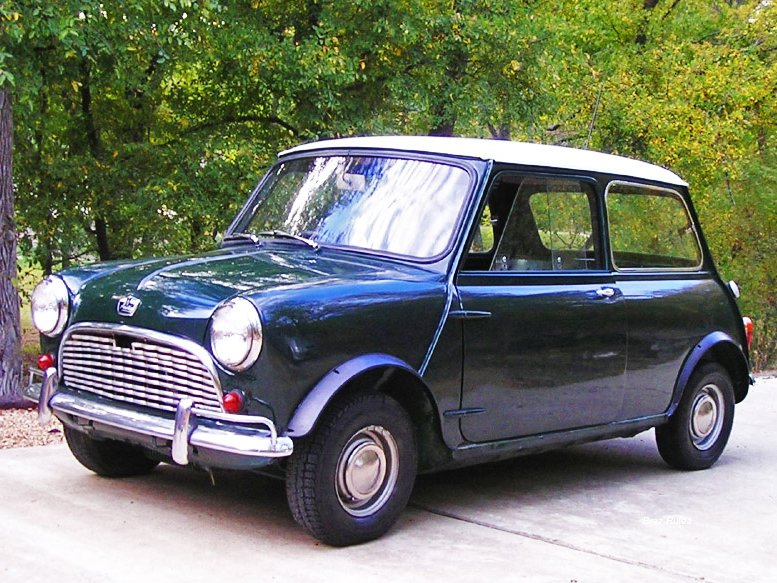
Een Austin Mini Super-Deluxe uit 1963
De Mini was BMC's best verkopende auto

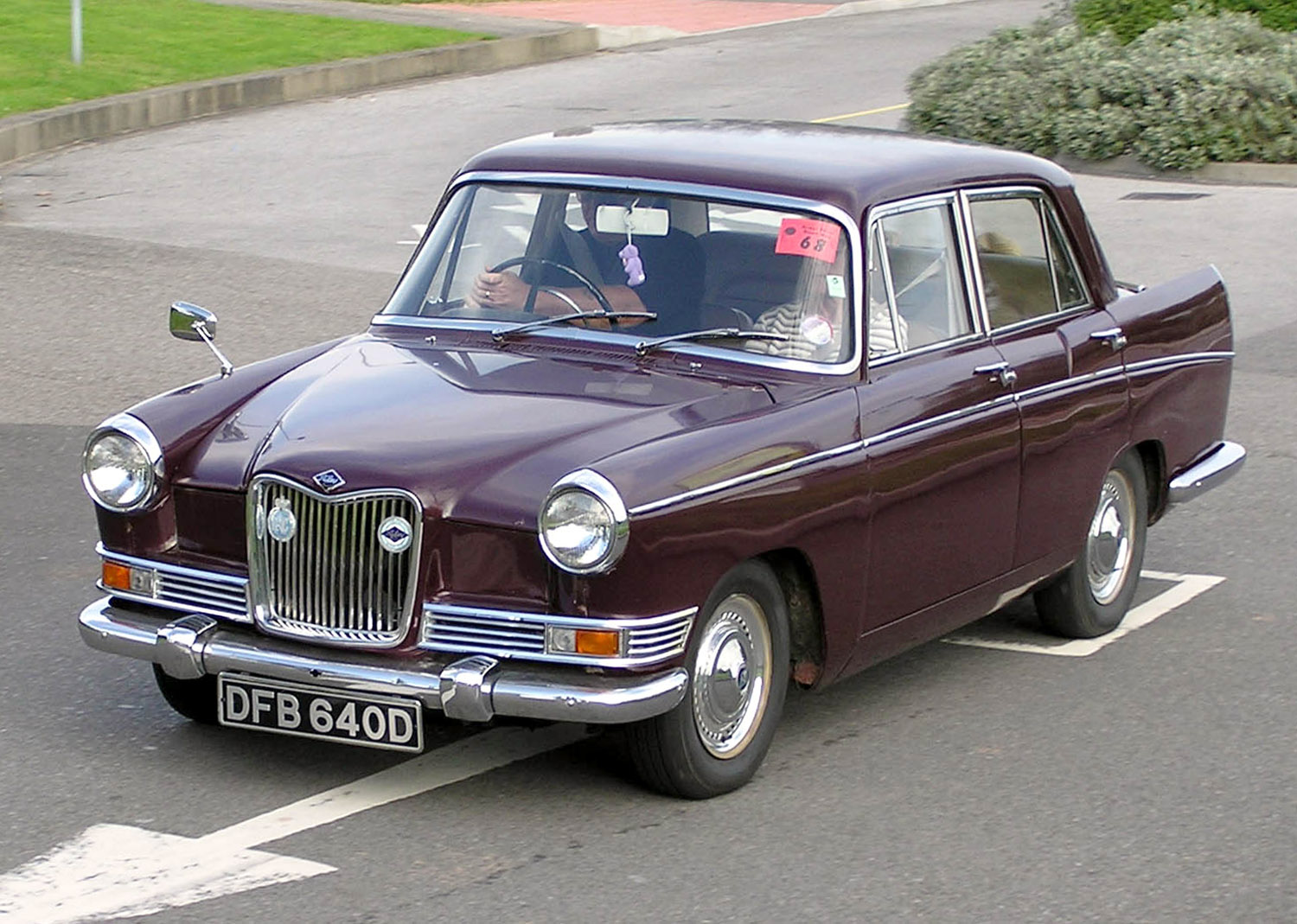
Een Riley 4/72 uit 1965

BMC was de grootste Britse autobouwer van zijn tijd met een waaier van merken en modellen in de personenautosector zoals Austin, Morris, MG, Austin-Healey, Riley, Vanden Plas, Wolseley, in de bedrijfswagenmarkt, en zelfs landbouwtractoren. In 1953 werd Fisher and Ludlow overgenomen, een belangrijke carrosserieproducent en toeleverancier van BMC. In 1954 verkocht het 290.030 voertuigen in de Britse markt en had daarmee een marktaandeel van 38%. Nummer twee was Ford met 204.000 voertuigen en een marktaandeel van 27%. De overige 19 fabrikanten brachten het totaal op 769.165 stuks. Voor vrachtwagens lag het marktaandeel iets lager op 35% en 94.000 verkochte exemplaren.
De eerste voorzitter was Lord Nuffield (William Richard Morris) maar deze werd reeds in augustus 1952 vervangen door de vroegere Austin-directeur Leonard Lord die de functie zou blijven vervullen tot zijn 65e verjaardag in 1961. Hij werd vanaf 1956 bijgestaan door managing director George Harriman.
BMC's hoofdkwartier was gevestigd in de Austin-fabriek te Longbridge bij Birmingham, omdat Austin de dominante partner van de groep was. Het gebruik van de door Morris ontwikkelde motoren werd binnen de eerste drie jaar na de fusie gestaakt en alle nieuwe auto-ontwerpen werden aangeduid met ADO ("Amalgamated Drawing Office"). De Longbridge-fabriek was in 1951 ingrijpend gemoderniseerd. De Austin-fabriek werkte aanzienlijk efficiënter dan de zestien Nuffield-fabriekjes die verspreid waren over de Engelse Midlands. Het Austin-management was vooral op het vlak van kostencontrole en marketing echter niet zo goed als dat van Nuffield. Toen de markt veranderde van een markt met tekorten naar een competitieve markt werd dit probleem zeer goed voelbaar. Het resultaat was dat ondanks de goede volumes, het marktaandeel kromp en dat ook de winstgevendheid verminderde en dus werd er minder geïnvesteerd in nieuwe modellen of modernisering van het aanbod. Uiteindelijk ging BMC op in British Leyland Motor Corporation.
Op het moment dat de bedrijven werden samengevoegd was er reeds een zeer goed uitgebouwd dealernetwerk voor elk merk afzonderlijk. Bij het Britse publiek was er een sterke merk-loyaliteit, ook al omdat elk merk zich op andere marktsegmenten richtte. Slechts op bepaalde vlakken was er dus concurrentie tussen de merken. De Riley- en Wolseley-modellen verkochten in kleine aantallen. De styling (vormgeving) van de auto's werd oubollig en dat was dan ook de reden voor Leonard Lord om beroep te doen op de diensten van een externe stylist.

## BMC Farina
BMC huurde in 1958 ontwerper Battista Farina, bekender als Pininfarina, in om de hele autolijn te moderniseren. Het resultaat waren de fameuze drie "Farina" saloons. Elk model werd "badge-engineered" om in het BMC aanbod te passen:
- De compacte Austin A40 Farina werd gelanceerd in 1958. Er werd ook een stationwagenversie Countryman gebouwd met een horizontaal gedeelde achterklep; zijn omvang en configuratie zouden hem nu klasseren als een kleine hatchback. De Farina Mark II kwam in 1961 uit en werd geproduceerd tot 1967. Deze kleine wagens gebruikten de viercilinder BMC A-motor.

- De middelgrote Farinas kwamen in 1958 uit: Wolseley 15/60 alsook de Riley 4/68, Austin A55 Cambridge Mk. II, MG Magnette Mk. III en de Morris Oxford V. Later werd het ontwerp onder licentie in Argentinië geproduceerd, onder de naam Di Tella 1500/Traveller/Argenta. De middelgrote wagens gebruikten de viercilinder BMC B-motor. De modellen werden geproduceerd tot 1961, maar de Argentijnse Di Tellas bleven tot 1965. In 1961 kregen al deze modellen een facelift en een andere naam zoals de Austin A60 Cambridge, MG Magnette Mk. IV, Morris Oxford VI, Riley 4/72, en Wolseley 16/60. Deze modellen bleven in productie tot 1968, de Wolseley en Morris zelfs tot 1971.

- Ten slotte ontwierp Farina ook een grote auto, nu bekend als de 'Big Farina'. Deze kwam in 1959 op de markt als de Austin A99 Westminster, Vanden Plas Princess 3-Litre en Wolseley 6/99. Deze modellen maakten gebruik van de zescilinder BMC C-motor. Na een facelift in 1961 werden deze modellen de Austin A110 Westminster, Wolseley 6/110, en Vanden Plas 3 Litre (later de Vanden Plas Princess 4 Litre met Rolls Royce motor) genoemd, en bleven in productie tot 1968.

## Einde van BMC
In 1961 produceerde het bedrijf zo'n 750.000 voertuigen en telde 79.000 medewerkers. In 1965 werd Pressed Steel Company overgenomen, een fabrikant van plaatwerk. Dit bedrijf ging samen met Fisher and Ludlow en de combinatie ging verder als Pressed Steel Fisher. BMC was een klant van Pressed Steel Company, maar ook Jaguar Cars was sterk afhankelijk van dit bedrijf.
In 1966 fuseerden BMC en Pressed Steel Company met Jaguar Cars en vormden British Motor Holdings (BMH). Jaguar Cars voegde merken toe als Jaguar, Daimler, Coventry Climax en Guy Motors. In deze samenstelling bleef het maar korte tijd bestaan. In 1968 volgde een fusie met Leyland Motor Corporation (LMC) om samen verder te gaan als British Leyland Motor Corporation (BLMC). BMH was voornamelijk een producent van personenwagens en bij Leyland lag de focus op vrachtwagens en bussen. In 1975 werd BLMC genationaliseerd en ging verder als British Leyland Limited.